# ورزشگاه کارگران بروجرد
ورزشگاه کارگران مکانی ورزشی در شهر بروجرد است.بازی های خانگی  باشگاه فوتبال شهرداری بروجرد در این ورزشگاه برگزار می شود. این ورزشگاه ۵۰۰ نفر گنجایش و نبش جادهُ کمربندی بروجرد به اشترینان و در نزدیکی ورزشگاه ولایت بروجرد است.

## تاریخچه و مشخصات مجموعه ورزشی کارگران بروجرد
پروژه شهرداری بروجرد
این پروژه توسط مهندس دوایی فر در زمان تصدی شهرداری بروجرد و از منابع داخلی شهرداری و با پول شهروندان بروجردی احداث شد. این مجموعه با مجموعه ای که وزارت کار قصد داشت در بروجرد بسازد و نساخت تفاوت دارد.
ساخت مجموعه ورزشی، فرهنگی کارگران زیر نظر وزرات کار و امور اجتماعی و با پیگیری ها و نامه نگاری های نمایندگان مردم بروجرد و اشترینان در سال ۱۳۸۰ شروع و در سال ۱۳۸۶ با حضور سید محمد جهرمی، وزیر کار و امور اجتماعی و نمایندگان مردم بروجرد و اشترینان افتتاح شد. 
به گزارش برخی از شهروندان بروجردی اگرچه این ورزشگاه در تاریخ مذکور افتتاح شد اما همچنان در دست ساخت می باشد! به گونه ای که اگر این وزرشگاه زمین چمن دارد،  شهروندان این شهر هنوز آن را ندیده‌اند!!! #پیراهن-پادشاه

## شهرهای نزدیک به ورزشگاه کارگران بروجرد
ملایر - اشترینان - درود - اراک - خرم‌آباد